# アブドゥルハミード・イブン・トゥルク
アブドゥルハミード・イブン・トゥルク（ʿAbd al-Ḥamīd b. Turk）は、9世紀のイスラーム圏の数学者。その生涯については不明な点が多いが、ムハンマド・ブン・ムーサー・フワーリズミーと同時代を生き（#生涯）、フワーリズミーと同じく二次方程式の解法に関するアラビア語の著作がある（#著作）。もっぱらイブン・トゥルクのナサブで言及される。

## 生涯
イブン・トゥルクの生涯については、詳しいことがほとんど何もわかっていない。情報源としては、イブン・ナディームの Fihrist とキフティーの Tārīḵ al-ḥukamāʾ が利用できるが、その記述するところは完全に一致しない。
これらの情報源によると、父系先祖の名前も含めたイスムはアブドゥルハミード・ブン・ワースィー・ブン・トゥルクといい、クンヤはアブル・ファドルとアブー・ムハンマドの2つがある（أبو الفضل يا أبو محمد عبد الحميد بن واسع بن ترك）。しかし、キフティーはイブン・トゥルクのニスバをジーリー（al-Jīlī）としており、イブン・ナディームはフッタリー（al-Ḵuttalī）としている。「ジーリー」はギーラーン（カスピ海南西沿岸部）の人を意味し、「フッタリー」はフッタル（ヴァフシュ川北岸、ハトロン州のあたり）の人を意味する。

## 著作
イブン・トゥルクの重要な業績は、主に代数学に係る。『複雑な方程式において論理的に必要なもの』において彼が書いた章のうち、二次方程式を解くために費やされた章は、時代を超えて読み継がれた。この写本は、フワーリズミーの『ジャブルとムカーバラの書』と非常に似通っており、同時代か、もしくはそれより早い時代に出版されたもののようである。
この写本では、『ジャブルとムカーバラの書』にある幾何学的な証明とまったく同じ証明が行われており、また、証明を裏付けるために『ジャブルとムカーバラの書』から持ってきた例示も見られる。ここでイブン・トゥルクがフワーリズミーを超えているのは、行列式などない時代で解法がまったく知られていなかった二次方程式に対して幾何学的な方法による解法を提供している点である。これら二つの著作が似通っていることから、代数学がこの時代には既に成熟していたという仮説を支持する歴史研究者もいる。
イブン・ナディームの『フィフリスト』にある10世紀の書誌情報によると、イブン・トゥルクが『代数学論』という書物を書いているという。また、イブン・ナディームとキフティーによれば、イブン・バルザという数学者がイブン・トゥルクの孫であるとされている。しかしながら、エジプトの数学者のアブー・カーミルにより疑問が呈された。イブン・バルザは、フワーリズミーの論文に似たイブン・トゥルクの論文が、フワーリズミーよりも前に書かれたものであると主張したが、アブー・カーミルはこれに反駁した。この論争は10世紀に起きたもので、アブー・カーミルの説に多くの者が従った。そして、フワーリズミーの本だけが有名となり、ヨーロッパにまで普及した。
それはともかく、科学史家はイブン・トゥルクの論文の断片がフワーリズミーのものよりも優れているとの見解で全員一致している。二者の二次方程式の解法は似ているが、イブン・トゥルクだけが判別式が負の場合は（実数の）解を持たないことを証明している。ただしこのことの解釈については科学史家の間で見解が分かれており、ロシュディ・ラーシェドらは、フワーリズミーの論文が先にあったことの状況証拠とする一方で、ジェンズ・ホイルプらは、イブン・トゥルクの論文が先にあったことを示すと解釈する。それでもなお、10世紀の議論に民族主義や政治の影響といった非科学的な配慮が働いたのではないかという疑問や、アブー・カーミルが誠実ではない（なにがしかの嘘をついている）のではないかという疑問が残る。